# Культураль Леонеса
«Культураль Леонеса» (исп. Cultural Leonesa) — испанский футбольный клуб из города Леон, в одноимённой провинции в автономном сообществе Кастилия-Леон. Клуб основан в 1923 году, домашние матчи проводит на стадионе «Рейно де Леон», вмещающем 13 500 зрителей. В Примере «Культураль Леонеса» провела один сезон, в сезоне 1955/56 она заняла 15-е место.

## Сезоны по дивизионам
- Примера — 1 сезон
- Сегунда — 14 сезонов
- Сегунда B — 34 сезона
- Терсера — 29 сезонов

## Достижения
- Сегунда
  - Победитель (1): 1954/55
- Сегунда B
  - Победитель (2): 1929, 1998/99
- Терсера
  - Победитель (6): 1959/60, 1967/68, 1970/71, 1973/74, 1985/86, 1994/95